# 北関東抗争
北関東抗争（きたかんとうこうそう）は、2003年4月～6月に北関東などで起きた五代目山口組 弘道会と住吉会 住吉一家 親和会との抗争事件。

## 経緯
- 2003年4月、山口組 弘道会 東海興業の舎弟頭補佐・大栗 彰が組長を務める大栗組と住吉会 住吉一家 親和会 田野七代目が栃木県内の運転代行業の利権などを巡って衝突。 和解の為に話し合いがもたれるが決裂。
- 4月18日午前3時頃、田野七代目組員が大栗組事務所に保冷車を突入させた事をきっかけに抗争が始まった。
  - 朝方、田野七代目事務所に十数発の発砲事件。 他、組関係と見られる栃木県内の会社、マージャン店、住居などへ立て続けに発砲事件。
- 4月21日、大栗組事務所に警戒中のパトカーを押しのけ2度目のダンプカー突入。
  - 午前11時頃、栃木県氏家町の県営住宅駐車場で、田野七代目の幹部・関谷弘美が銃撃され病院にて間もなく死亡。
- 4月23日、栃木県警が栃木県内の大栗組事務所と田野七代目事務所に、宮城県警が仙台市内の東海興業事務所に、暴対法に基づく「組事務所の使用制限」の仮命令を出す。
- 5月5日未明、名古屋市中村区の弘道会本部事務所付近の路上で、弘道会系 司龍興業組員が交差点で車に乗っている所を銃撃され全治1ヶ月の重傷。
  - 午後2時55分頃、栃木県佐野市の住吉一家 親和会 光京睦会本部事務所で、同会特別相談役・野沢昇平と、同会 鈴木組組員・渡辺利敬が正面玄関から侵入した男に銃撃され2人とも病院に運ばれたが死亡。
  - 午後9時25分頃、宇都宮市の親和会 下馬木一家付近の路上で、警戒中の親和会系勘助十二代目船山組組員・井野 靖が近づいてきた車から降りた男に銃撃され重傷。
- 5月6日、群馬県桐生市にある住吉会系事務所に発砲。茨城県土浦市の山口組系組員宅に発砲。
- 5月9日、愛知県警が弘道会本部事務所に、暴対法に基づく「組事務所の使用制限」の仮命令を出す。
- 5月13日、栃木県警が親和会本部事務所と光京睦会総本部事務所に、暴対法に基づく「組事務所の使用制限」の仮命令を出す。
- 5月14日午後3時40分頃、栃木県栃木市にある県立栃木女子高校正門前の郵便局駐車場で、住吉一家 親和会 樺山組組員・舟橋一也が車に乗った男から銃撃され死亡。
- 5月15日、すでに仮命令の出ている東海興業、大栗組、田野七代目の3組事務所に「組事務所の使用制限」の本命令が出る。
  - 弘道会本部が、傘下組織に抗争中止命令を出した。
  - 深夜、山形県山形市内の路上で、弘道会系組織に関係すると思われる男性が車に乗っている所を銃撃され重傷。
- 5月19日、福島県福島市内のコンビニエンスストア駐車場で、弘道会系組員が銃撃され軽傷。
- 5月20日、山形市内の弘道会 高橋興業事務所があるマンションに、5発の発砲。
- 5月23日午後10時45分頃、仙台市内の東海興業幹部自宅玄関付近で爆発音があり、のちに鉄パイプ爆弾が爆発したことが判明。
- 6月12日午前、東京都内のホテルで、弘道会と親和会の和解交渉により抗争終結。

## 関係組織
- 五代目山口組 弘道会
  - 東海興業
    - 大栗組

  - 司龍興業
  - 高橋興業
- 住吉会 住吉一家 親和会
  - 田野七代目
  - 光京睦会
  - 下馬木
  - 栃木二代目
    - 樺山組